# Улина-Мала
Ули́на-Ма́ла (пол. Ulina Mała) — село в Польше в сельской гмине Голча Мехувского повета Малопольского воеводства.
Село располагается в 3 км от административного центра гмины села Голча, в 10 км от административного центра повета города Мехув и в 29 км от административного центра воеводства города Краков.
В 1975—1998 годах село входило в состав Краковского воеводства.